# I morgon och för alltid
I morgon och för alltid (originaltitel: Tomorrow Is Forever) är en amerikansk romantikfilm från 1946 i regi av Irving Pichel.

## Rollista
- Claudette Colbert - Elizabeth Hamilton
- Orson Welles - John Andrew MacDonald / Erik Kessler
- George Brent - Lawrence Hamilton
- Lucile Watson - Jessica Hamilton
- Richard Long - Drew Hamilton
- Natalie Wood - Margaret Ludwig
- John Wengraf - Dr. Ludwig
- Sonny Howe - Brian
- Ian Wolfe - Norton